# راينبو رويل
راينبو رويل (بالإنجليزية: Rainbow Rowell)‏ ( ولدت في 24 فبراير 1973) كاتبة روايات أمريكية متخصصة في كتابة الروايات المتعلقة بالمراهقين والشباب البالغين. رواياتها إليانور وبارك و المعجبة كلاهما تلقت نقد إيجابي في 2013.

## حياتها الخاصة
رويل تعيش في أوماها، نبراسكا مع زوجها وأولادها الاثنان. لديها ثلاثة أشقاء: فوريست و جايد و هافن.

## الأعمال
- 2011 : المرفقات
- 2013 : إليانور وبارك
- 2013 : المعجبة
- 2014 : لاند لاين
- 2014 : ميد نايتس (قصة قصيرة)[1]
- 2015 : كاري اون
- 2016: كيندرد سبيريتس (قصة قصيرة)
- 2017: راناوايز (قصة مصورة، رسم كريس انكا)
- 2019: بامبكينهيدز (قصة مصورة، رسم فايث إيرين هيكس)
- 2020: ذا برنس أند ذا ترول (قصة قصيرة)
- 2021: أني واي ذا وند بلوز

## وصلات خارجية
- راينبو رويل على موقع IMDb (الإنجليزية)

- Rainbow Rowell's Official Website
- Rainbow Rowell at Library of Congress Authorities, with 4 catalog records